# Kościół Matki Boskiej Częstochowskiej w Krogulnej
Kościół Matki Boskiej Częstochowskiej – rzymskokatolicki kościół filialny w Krogulnej. Świątynia należy do parafii Podwyższenia Krzyża Świętego w Pokoju, w dekanacie Zagwiździe, diecezji opolskiej.

## Historia kościoła
Krogulna wspomniana była już w dokumencie z 1309 roku. W XVII wieku miejscowość należała do księcia Wirtemberskiego. Budowę dzisiejszego kościoła rozpoczęto w 1992 roku. Zakończenie miało miejsce w 1995 roku i już w październiku 1995 roku świątynia została poświęcona przez arcybiskupa Alfonsa Nossola.